# 斑点鸡笼鲳
斑点鸡笼鲳（学名：Drepane punctata），又名花鲳、臭屎鲳、鸡笼鲳、鸡鲳、龟笼鲳、浆打鲳、斑點簾鯛，为輻鰭魚綱鱸形目簾鯛科鸡笼鲳属的鱼类。

## 分佈
本魚分布于印度西太平洋區，包括印度洋非洲东岸、东至澳大利亚、北至中国，包括南海、台湾海峡、东海等海域，属于暖水性鱼类。其主要生活于近岸浅海以及有时可进入河口咸淡水中。该物种的模式产地在亚洲。

## 深度
水深10至49公尺。

## 特徵
本魚體側扁，略呈菱形，頭部陡斜，口小可向下突出，眼大。體色為銀白或銀灰色，具9至10列由小黑點所排列形成的短縱紋，胸鰭呈鐮刀狀，側線成弧形，尾鰭楔形，背鰭硬棘8至9枚；背鰭軟條19至23枚；臀鰭硬棘3枚；臀鰭軟條17至19枚，體長可達50公分。

## 經濟利用
可為食用魚。

## 扩展阅读
維基物種上的相關：斑点鸡笼鲳